# История антисемитизма

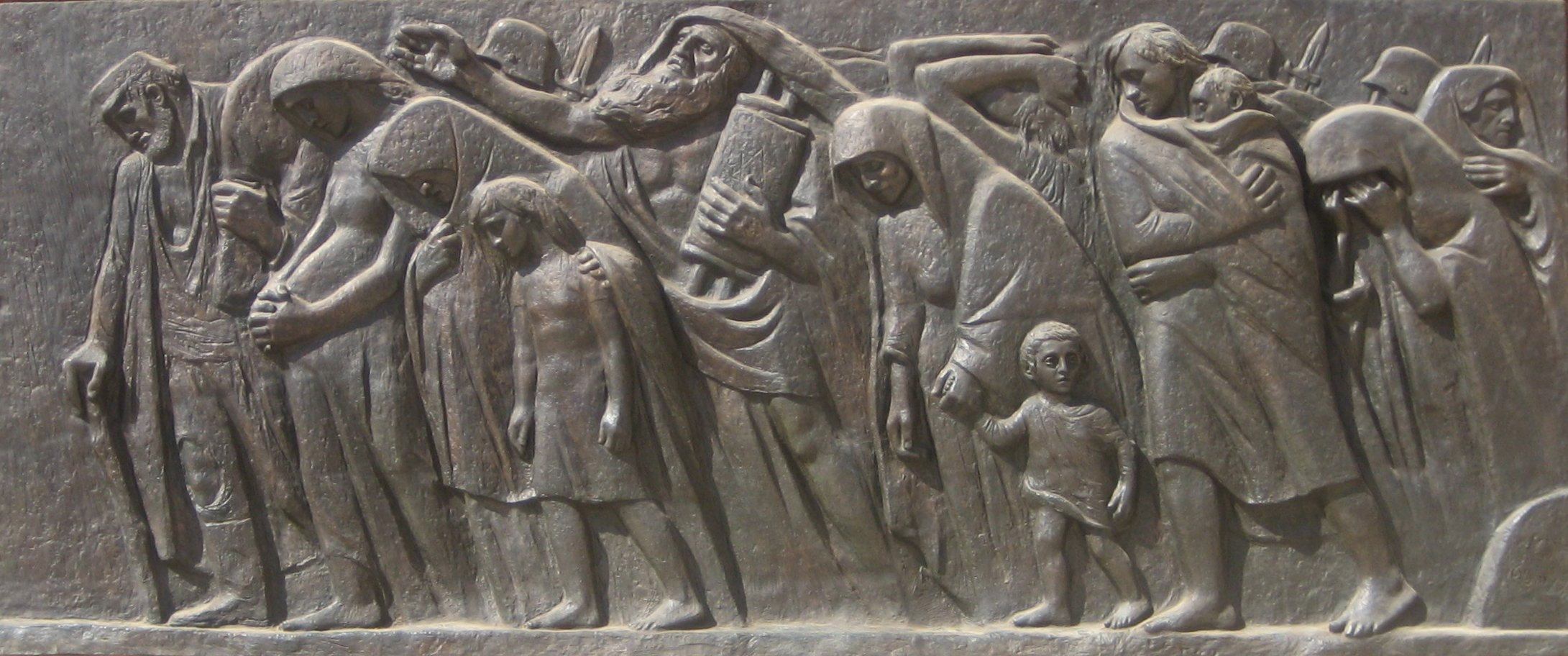
Натан Рапопорт, Последний марш, бронза. Яд ва-Шем, Иерусалим

История антисемитизма — историческая последовательность событий, связанных с антисемитизмом — враждебным отношением к евреям как этнической или религиозной группе. Антисемитизм зародился ещё в античный период и был основан на целом ряде предрассудков. В последующем религиозная мотивация была основой антисемитизма в христианском мире. В XX веке, с учётом эмансипации евреев, появился расовый антисемитизм, ставший основанием для массового уничтожения евреев в годы Холокоста. В конце XX — начале XXI веков получил распространение так называемый «новый антисемитизм», тесно связанный с антисионизмом.

## Антисемитизм в античном мире
По мнению ряда исследователей, антисемитизм возник и развился в мире античного язычества. Большая часть современной антисемитской аргументации происходит от античных предрассудков, одним из центров которых являлась Александрия, примерно около III—II веков до н. э. Первоначальными его распространителями были египетские литераторы этого периода, обвинявшие евреев в различных злонамеренных делах. Мотивы обвинений были и религиозные, и экономические, и политические. Одним из первых теоретиков антисемитизма можно считать египетского жреца Манефона, жившего при Птолемее II Филадельфе (285—246 гг. до н. э.). В его повествовании об исходе евреев из Египта евреи представлены потомками «прокаженных и нечистых» египтян, объединившихся с «солимитами», потомками гиксосов; по Манефону, «прокаженные и нечистые» люди были высланы в каменоломни к востоку от Нила для умилостивления богов, но позже, объединившись с пастухами — гиксосами, они завоёвывают Египет, грабят его, оскверняют храмы. После этого царь «Аменофис» изгоняет их из Египта. Последователь Манефона Мнасей Патрский, ученик Эратосфена, впервые пустил в ход столь распространённую впоследствии легенду о том, что иудеи поклоняются в своём храме золотой ослиной голове.
Тем не менее, эти выступления были единичными и не привели ни к каким практическим результатам. Напротив, известно, что в царствование Птолемея II Филадельфа и Птолемея III Эвергета число евреев в Александрии значительно выросло.
Этот процесс был прерван в царствование Антиоха IV Епифана (175—164 гг. до н. э.). В 169 г. до н. э. Антиох вторгся в Иерусалим, разорив и осквернив Храм, который по его приказу был превращён в святилище Зевса Олимпийского. Это вызвало восстание евреев под предводительством Иуды Маккавея.
В 38 г. н. э. в Александрии произошёл еврейский погром. Выступления против евреев в I в. до н. э. — I в. н. э. вспыхивали также на острове Родос, в Риме, Сирии и Палестине — местах, связанных с зарождением христианства, с начальным этапом его истории. Для образованного язычника тех времён не было никакой разницы между евреями и христианами. Даже когда их начали различать, против христиан стали выдвигать точно такие же обвинения, как и против евреев. Христианскую церковь и христиан вообще обвиняли в ненависти ко всему роду человеческому, в совершении отвратительных ритуалов. Христиане, утверждали их противники, предаются всяческому разврату и кровосмесительству, почитают голову осла, практикуют ритуальные убийства. Именно в этом язычники ранее обвиняли евреев.
В связи с распространением христианства, некоторые античные авторы начали проявлять симпатию к евреям. После того, как власти Римской империи начали преследования христиан, они оставили иудеев в покое.

### Антииудаизм раннего христианства
В первые три века существования христианства, когда ещё не было единой церкви и каждая крупная община могла трактовать по-своему священные тексты, многие христианские общины мало чем отличались от иудейских. Переломным моментом стало основополагающее решение освободить новообращённых христиан от исполнения заповедей иудаизма и от обрезания на Иерусалимском соборе в 50 году н. э. Конкуренция в обращении язычников и обвинение евреев в богоубийстве постепенно разъединяли иудаизм с христианством и вызывали взаимную ненависть, которую для христиан обосновывал «теологический антисемитизм», активно развиваемый христианскими богословами. Одним из жанров раннехристианской литературы были апологетические сочинения Adversus Judaeos («Против иудеев»). Они формировали в христианской среде негативный образ иудеев и их религии. С ужесточением относящегося к евреям Византии законодательства в начале V века в их положение стало быстро ухудшаться. К началу VI века политические и религиозные идеи слились в имперском законодательстве в соединение роли императора как главы государства и защитника христианской веры. Это создало угрозу для евреев и других иноверцев.

## Антисемитизм в Средние века
Антисемитизм в Средние века существовал в двух смежных формах — религиозный антииудаизм («теологический» антисемитизм) и специфический «химерический» (Гэвин Ленгмюр) или «оккультный» (Джон Клир) антисемитизм. Также антисемитизм широко использовался как инструмент в политической и экономической борьбе.
Принято считать, что в раннем Средневековье евреи жили в относительной безопасности, однако в реальности это был период, когда евреев уже начинали изгонять и принуждать к принятию христианства. Начиная с враждебного по отношению к евреям эдикта императора Константина (313 год), влияние христианской церкви в мире всё более возрастало. Вместе с чем возрастало и «обучение презрению» к иудеям. В свою очередь, это приводило к их социальной дискриминации, кровавым наветам, погромам, совершавшимся христианами с благословения церкви, а также погромам, инспирировавшимся непосредственно церковью. Распятие Христа рассматривается некоторыми христианскими богословами и другими авторами как совершённое евреями «богоубийство». Блаженный Августин утверждал, что евреи, как народ проклятый и наказанный Богом, должны быть обречены на «унижающий их образ жизни» с тем, чтобы стать свидетелями истины христианства.
В 1109/1110 годах Педро Альфонсо был написан Dialogus contra Iudaeos, вымышленный диалог между двумя «я» одного и того же человека — самого автора, новообращённого Петруса Альфонса, бывшего Моисея Иудейского. Диалог знаменует новый и важный этап в истории еврейско-христианских интеллектуальных отношений. Отмечается введение автором талмудического материала в христианский дискурс об иудаизме, его акцент на доказательстве своих положений посредством рациональной аргументации (sola ratione). Если ранее христиане утверждали, что евреи слепо следуют старому Закону, то Петрус выдвинул другую идею, что евреи заменили его на новый и еретический закон — закон Талмуда. По его мнению, лидеры иудеев сознательно и преднамеренно сбивают свою паству с пути истинного, намеренно лгут, чтобы скрыть свой грех убийства Христа, несмотря на то, что, согласно Петрусу, они знают, что он был Сыном Божьим. Петрус утверждал, что Талмуд был написан, чтобы не дать еврейскому народу увидеть, что Иисус был Сыном Божьим.
Химерический антисемитизм как специфическая форма выражается в мифических представлениях о практиках еврейских общин (ритуальные убийства, осквернение причастия, похищение христианских детей, отравление колодцев, распространение заразы), а также специфических связях с дьяволом и физиологических отличиях евреев от христиан. Отсутствие сильной центральной власти и могущество многочисленных корпораций (цехов, гильдий и т. п.) открывали широкий простор для преследования и унижения евреев всеми классами христианского общества.
В целом в этот период в Европе евреи с демографической точки зрения составляли примерно 1 % населения. При этом они часто играли существенную роль в некоторых отраслях, например в торговле. Однако намного важнее, что живя среди христиан, евреи сохраняли верность своей религии и традиции. И эта верность бросала вызов христианству, подвергая сомнению его истинность. В результате образ еврея стал ассоциироваться со злом, а евреи в целом воспринимались как угроза социальной стабильности. Кроме того, были также социально-политические причины, способствовавшие тому, что евреи становились «козлами отпущения», а их судьба в Средневековье в целом была трагичной.

## Антисемитизм в Новое время
В эпоху Просвещения даже реформаторы, боровшиеся за равноправие этнических меньшинств и ликвидацию гетто, не были свободны от антисемитизма. Их антисемитизм секуляризировал основные положения христианского антисемитизма. Вместо обращения в христианство они требовали от евреев ассимиляции, освобождения от предрассудков и вхождения в господствовавшую тогда «просвещенческую культуру». Впрочем, некоторые просветители, подобно Вольтеру, видели в евреях очень опасную угрозу для прогресса европейской культуры и прямо утверждали, что природная глупость и лживость евреев делает для них невозможной интеграцию в нормальное общество.

«Евреи поступают с историей и древними сказаниями так, как их старьёвщики с поношенной одеждой; они выворачивают её наизнанку и продают как новую за максимально высокую цену.»— «Авраам», Вольтер (1694-1778)
Ссылаясь на античных авторов, Вольтер обвиняет евреев среди прочего и в людоедстве. Если бы евреи и не были людоедами, говорит он, то «только этого и не хватало бы богоизбранному народу, чтобы быть самым отвратительным народом на земле». Вольтер с уверенностью говорит, что евреи практикуют ритуальные убийства, и ссылается на книгу Левит(27:29).

«Евреи внушают нам ужас, и в то же время мы хотим думать, что всё написанное ими носит печать божественности. Никогда не было столь вопиющей несуразности.»— «Соломон», Вольтер (1694-1778)

«О нации надо судить только по её письменным памятникам и по тому, что она сама говорит о себе.»— «Философский Словарь», Вольтер (1694-1778)
Другие, как Дидро, приходили к антисемитизму через своё антихристианство. Борясь с христианством, они указывали на его иудейские корни, благодаря которым, по их мнению, оно и стало вредоносным.

### Эмансипация евреевво Франции
27 сентября 1791 года Учредительное собрание Франции приняло постановление о полной эмансипации евреев, через почти два года после того, как гражданские права были даны протестантам, комедиантам и даже палачам.
Во времена Первой империи, Франции было необходимо найти средство, чтобы связать между собой всё еврейское население Европы, дабы иметь возможность их контролировать. Для этого было принято решение о восстановлении Великого Синедриона (фр. le Grand Sanhedrin). Проект был разработан в течение последних месяцев 1806 года, и 9 февраля 1807 года состоялось его открытие. Но эта мера вызвала недовольство у религиозной (христианской) части населения Франции, а также дала ещё один повод для нападок на Наполеона со стороны его противников. В результате через месяц, 9 марта 1807 года Синедрион был распущен.
Реакция пошла и дальше — 17 марта 1808 года Наполеон издал указ (также известен как «позорный указ») о частичном ограничении евреев, варьировавшийся в разных департаментах.

«Деятельность еврейской нации со времен Моисея, в силу всей её предрасположенности, заключалась в ростовщичестве и вымогательстве… Французское правительство не может равнодушно смотреть на то, как низкая, опустившаяся, способная на всякие преступления нация захватывает в своё исключительное владение обе прекрасные провинции старого Эльзаса. Евреев приходится рассматривать, как нацию, а не как секту. Это нация в нации… Целые села обобраны евреями, они снова ввели рабство; это настоящие стаи воронов… Вред, причиняемый евреями, не происходит от отдельных лиц, но от всего этого народа в целом. Это чирей и саранча, опустошающие Францию.»— Наполеон Бонапарт (1769-1821)

«Евреи являются нацией, способной к самым ужасным преступлениям. Я хотел сделать из них нацию граждан, но они негодны ни к чему кроме торговли подержанным добром. Я был вынужден провозгласить закон против них за их ростовщичество и крестьяне Эльзаса передали мне свои благодарности.»— Из апрельской сессии Сената. 1806 года Наполеон Бонапарт (1769-1821)
Режим ограничений сохранялся до самого конца империи и лишь Людовик XVIII в 1818 году закончил дело эмансипации, отказавшись от продления указа.

### В Российской империи
Между 1772 и 1795 годами, в результате трех разделов Речи Посполитой, к России были присоединены территории, на которых проживало значительное количество евреев, ставших таким образом подданными Российской империи.
Однако евреям не позволялось свободно перемещаться по территории империи — указом Екатерины II от 28 декабря 1791 г. была учреждена черта оседлости. Она охватывала Литву, Белоруссию, а также части территории современной Украины. Бессарабия после её вхождения в Российскую империю в 1812 г. и Царство Польское (собственно польские земли, отошедшие к Российской империи в 1815 г.) также были затем отнесены к черте оседлости. Евреям полагалось оставаться в черте оседлости, а чтобы выехать за черту, требовалось специальное разрешение. Евреи в черте оседлости жили в городах (составляя значительную часть городского населения), в местечках, а также в сёлах и деревнях. На практике, однако, закон о черте оседлости постоянно нарушался и к концу XIX века во многих великорусских городах — Москве, Санкт-Петербурге, Нижнем Новгороде и других существовали крупные еврейские общины.
В 1794 г. подушная подать с евреев, записавшихся в мещанство и купечество, была установлена в двойном размере по сравнению с податью с мещан и купцов христианских исповеданий. В двух белорусских губерниях некоторые евреи были избраны в магистраты. Однако губернаторы украинских губерний самовольно установили ограничительную норму для евреев в магистратах: в местах с преобладающим еврейским населением они разрешали евреям выбирать только одну треть членов магистрата.
В Российской империи до начала XX века правовые ограничения применялись только к лицам иудейского вероисповедания и крещение евреев было способом от них избавиться.

## Антисемитизм в XIX веке
В начале 19 века в Европе развиваются идеологические течения, в частности национализм, которые ухудшают отношения между евреями и народами, среди которых они жили. Также из социал-дарвинизма вырождается расизм, который часто включает псевдонаучные представления о высших и низших расах и относит евреев к последним в рамках расового антисемитизма. Законодательство допускало ограничение в правах только в Российской империи и Румынии, однако неофициальная дискриминация имела место в большинстве европейских стран. В Великобритании до 1890 года действовали религиозные ограничения при получении должностей и титулов. С конца 70-х гг. 19 веке в Германии и Венгрии появились антисемитские партии, выдвигавшие требования юридической и общественной изоляции евреев..

### В Германии
Адольф Штеккер в 1879 г. превращает свою христианско-социальную партию в явно антисемитскую. Распространению антисемитской идеологии в Германии способствовали сочинения композитора В. Р. Вагнера (в 1869 г. вышла его брошюра «Евреи в музыке») и ряда других деятелей культуры. Немецкий журналист Вильгельм Марр, ввел в массовое употребление термин антисемитизм и назвал группу своих приверженцев «антисемитской лигой». В 1881 году так называемое «берлинское движение» смогло собрать 250 тысяч подписей под представленной в германский рейхстаг петицией, которая требовала ограничить в правах немецких евреев и запретить иммиграцию евреев в Германию. В 1893 года в рейхстаг попали 17 депутатов, представителей антисемитского движения. К началу Первой мировой войны большинство немецких партий включало в свои программы антисемитские требования.

### Во Франции
Французским ультраконсерваторам (среди них было много представителей духовенства) в XIX веке эмансипация евреев представлялась символом всего зла, принесённого либерализмом нового времени.
Широко идеи антисемитизма расистского толка распространились после выхода книги Эдуарда Дрюмона «Еврейская Франция» (1886). Была организована «Антисемитская лига». Тенденции усилились в связи с делом Дрейфуса. Однако поражение противников Дрейфуса и отделение церкви от государства привели к маргинализации антисемитизма во Франции, за исключением территории Алжира.

### В России
Указом от 11 апреля 1823 г. Александр I потребовал, чтобы евреи Белоруссии прекратили к 1 января 1824 г. все винные промыслы, а к 1 января 1825 г. переселились в города и местечки. К январю 1824 г. было выселено около 20 тыс. человек, многие из которых остались без крыши над головой и кочевали по дорогам. В 1824 г. евреям — подданным иностранных государств было запрещено селиться в России; правительство мотивировало это необходимостью положить предел «чрезвычайному размножению еврейского племени». В 1825 г. под предлогом борьбы с контрабандной торговлей евреям (за исключением владельцев недвижимости) было запрещено жить в сельской местности в 50-вёрстной полосе вдоль границы. Ухудшение отношения Александра I к евреям выразилось и в принятом им осенью 1825 г. решении возобновить Велижское дело, несмотря на циркуляр 1817 г., запрещавший возбуждать дела о ритуальных убийствах без достаточных оснований.
При Николае I в политике стали проявляться ассимиляционистские тенденции. Согласно указу императора Николая I о введении воинской повинности для евреев (26 августа 1827), евреи брались в рекруты с 12 лет (в то время, как русские брались в рекруты лишь с 18 лет). Еврейские дети-рекруты до 18 лет направлялись в батальоны кантонистов, откуда большинство их попадало в школы кантонистов (от общего числа всех кантонистов туда брали только 10-13 %), а немногих определяли в села на постой, либо в ученики к ремесленникам. Годы пребывания в кантонистах евреям не засчитывались в срок военной службы (25 лет). Квота призыва для еврейских общин составляла десять рекрутов с одной тысячи мужчин ежегодно (для христиан — семь с одной тысячи через год). От общин, кроме того, требовали расплачиваться «штрафным» числом рекрутов за податные недоимки, за членовредительство и побег призывника (по два за каждого), причем разрешено было пополнять требуемое число призывников малолетними.
Также издавались законы, ограничивавшие права евреев на избрание местожительства и рода занятий. 2 декабря 1827 г. были опубликованы указы о выселении евреев из сельской местности в Гродненской губернии и из Киева в течение двух лет (по различным причинам исполнение второго указа было отложено до февраля 1835 г.). В 1829 г. Николай I распорядился выслать из Курляндии всех евреев, приехавших туда из других мест. В 1830 г. евреи были высланы из сел Киевской губернии. В 1835 г. императором было утверждено новое «Положение о евреях». Согласно ему, в Белоруссии евреям разрешалось проживать только в городах, в Малороссии — везде, кроме Киева и сёл, принадлежащих государственной казне, в Новороссии — во всех населенных пунктах, за исключением Николаева и Севастополя; в прибалтийских губерниях могли жить только их уроженцы. Евреям было запрещено вновь селиться в 50-вёрстной пограничной полосе. Во внутренние губернии евреям разрешалось приезжать не более чем на шесть недель по паспортам, выдаваемым губернаторами, и при условии ношения русской одежды. В 1844 году кагалы были лишены административных полномочий. В том же году Николай I запретил принимать евреев на государственную службу, «доколе они остаются в еврейском законе».
1 мая 1850 г. последовал запрет на ношение традиционной еврейской одежды: после 1 января 1851 г. только старым евреям было разрешено донашивать её при условии уплаты соответствующего налога. В апреле 1851 г. еврейским женщинам запретили брить голову, с 1852 г. не разрешалось ношение пейсов, а талесы и кипы можно было надевать только в синагогах. Однако большинство евреев продолжало носить традиционную одежду и пейсы; власти боролись с этим, применяя жестокие меры, но успеха так и не добились.
В ноябре 1851 г. все еврейское население было разделено на пять разрядов: купцы, земледельцы, ремесленники, оседлые и неоседлые мещане (оседлыми мещанами считались евреи, имевшие недвижимую собственность или занимавшиеся «мещанским торгом»). Большинство еврейского населения попало в разряд неоседлых мещан, для которых вводился усиленный рекрутский набор. Им запрещалось отлучаться из городов, к которым они были приписаны. В правилах говорилось и об отправке неоседлых мещан на казённые работы. Попытка осуществления «разбора» на практике вызвала множество затруднений; местные власти не могли понять, к какому разряду отнести тех или иных евреев. Эти трудности привели к тому, что «разбор» производился очень медленно, а с началом Крымской войны он был прекращён.
Тем не менее, Николай I не был последовательным сторонником ассимиляции. Специальным законом, изданным в 1850 г., евреям запрещалось менять фамилию даже при переходе в христианство . Впрочем, эта мера была всего лишь проекцией на евреев общих особенностей устройства тогдашней России: фамилия была индикатором сословной принадлежности человека, и её смена была очень затруднена. Закон действовал до Февральской революции.
Впоследствии, при Александре II множество правовых ограничений было отменено: например, было предоставлено право повсеместного жительства в России лицам с высшим образованием, купцам 1-й гильдии, ремесленникам; кроме того, евреям было предоставлено право получать высшее образование не только в области медицины — как было до этого.
После убийства Александра II народовольцами в 1881 году в 166 населенных пунктах Российской империи произошли еврейские погромы, тысячи еврейских домов были разрушены, много еврейских семей лишилось имущества, большое число мужчин, женщин и детей было ранено, а некоторые были убиты. Это привлекло внимание правительства к еврейскому вопросу. Были введены так называемые «Майские правила» («временные правила» 3 мая 1882 г.) о запрещении евреям вновь селиться в селах и деревнях. В царствование Александра III (1881—1894 гг.) также были изданы распоряжения о процентной норме для поступления евреев в гимназии и университеты (1887 г.) и о выселении евреев-ремесленников и мелких купцов из Москвы (1891 г.).
Земская реформа 1890 г. лишила евреев права участвовать в органах земского самоуправления. Новое Городовое положение от 11 июня 1892 г. совершенно устранило евреев от участия в выборах в органы городского самоуправления (в городах черты оседлости местные власти могли назначать из списка предложенных им еврейских кандидатов в гласные городской думы не более 10 % от общего числа гласных).
После почти полного вытеснения евреев-юристов с государственной службы одной из немногих сфер деятельности, где могли работать евреи-юристы, осталась адвокатура, но в 1889 г. министр юстиции Н. Манасеин провел в качестве временной меры постановление, приостанавливавшее принятие в число присяжных поверенных «лиц нехристианских вероисповеданий… до издания особого закона». Хотя в этом документе говорилось обо всех «нехристианах», ограничения были направлены исключительно против евреев.

## Антисемитизм в XX веке до начала Второй мировой войны

### В России до 1917 года

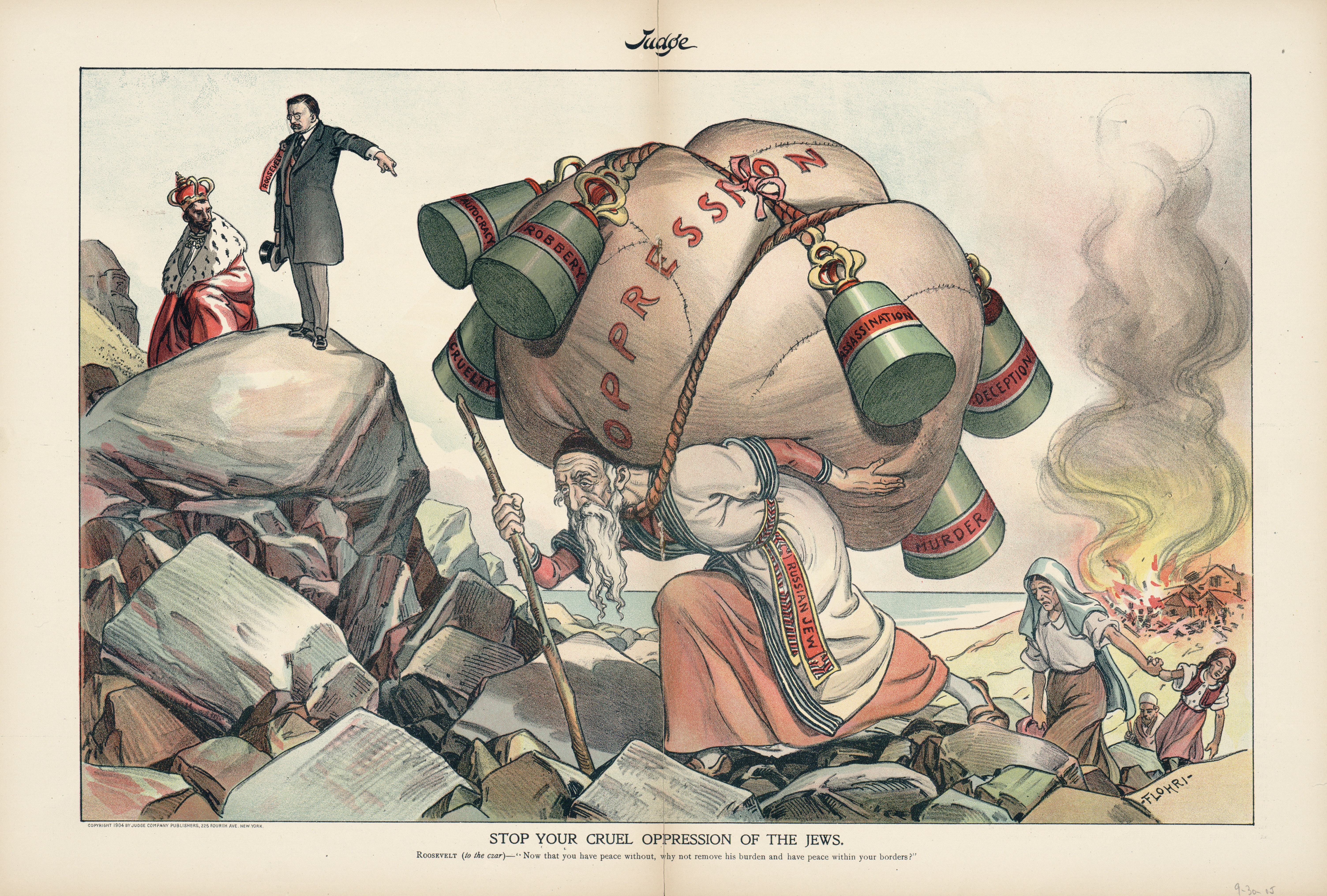
Плакат 1904 г. «Русский царь — прекрати жестоко подавлять евреев!»

В апреле 1903 г. произошёл погром в Кишиневе, во время которого было убито 49 человек. Он вызвал волну негодования против правительства России как среди российской интеллигенции, так и за рубежом.
После опубликования манифеста от 17 октября начались антиеврейские погромы, охватившие 660 населенных пунктов и продолжавшиеся до 29 октября, было убито более 800 евреев.
27 августа 1905 г. правительство предоставило университетам автономию. В результате высшие учебные заведения стали принимать евреев, не считаясь с процентной нормой, и министерство народного просвещения не настаивало на её жестком соблюдении. Но в 1908 г. Совет министров принял постановление о введении во всех государственных высших учебных заведениях, «за исключением консерватории», процентной нормы для евреев и был запрещен полностью прием евреев в ряд высших учебных заведений (Электротехнический институт и Институт инженеров путей сообщения в Петербурге, Сельскохозяйственный институт в Москве, Домбровское горное училище (в Царстве Польском), театральные училища в Москве и Петербурге).
22 августа Совет министров установил повышенную процентную норму для евреев в гимназиях и реальных училищах: число евреев в них не должно было превышать в черте оседлости 15 %, во внутренних губерниях — 10 %, в Москве и Петербурге — 5 %. Но эта норма была распространена и на частные гимназии. В 1911 г. процентная норма была впервые введена для тех, кто сдавал экзамены за гимназический курс экстерном (как делали многие евреи). В 1912 г. Сенат запретил назначать евреев помощниками присяжных поверенных.
В 1910 году Пётр Столыпин издал циркуляр, запрещавший национальные культурно-просветительские общества, которые, по его мнению, способствовали росту «узкого национально-политического самосознания». На основании этого циркуляра в 1911 году было закрыто Еврейское литературное общество, насчитывавшее 120 отделений.
В начале XX века в российском законодательстве произошло важное изменение: если до этого дискриминационные нормы касались лишь лиц иудейского вероисповедания, то с этого времени и крещёные евреи подвергались ограничениям. В частности закон, принятый в 1912 году, установил запрет на производство в офицерское звание крещеных евреев, их детей и внуков. Таким образом еврейство стало определяться по этническому признаку. Крещеных евреев и их детей перестали принимать в Военно-медицинскую академию. В изданных в 1912 г. дополнениях к «Правилам о приеме в кадетские корпуса», запрещалось зачислять в них детей еврейского происхождения, даже если крестились их отцы или деды.
В 1911 г. в ритуальном убийстве 12-летнего Андрея Ющинского в Киеве был обвинен служащий кирпичного завода Мендель Бейлис. Дело Бейлиса вызвало возмущение во всем мире. В 1913 г. присяжные оправдали Бейлиса.
Во время Первой мировой войны в оккупированной российскими войсками Галиции командование в приказах, расклеенных на улицах галицийских городов, сообщало о «явно враждебном отношении евреев» к русской армии. Издевательства над евреями, избиения, и даже погромы, которые чаще всего устраивали казачьи части, стали в Галиции обычным явлением. Во Львове и в других местах оккупационные власти брали евреев в качестве заложников. После того, как в мае 1915 г. австро-венгерские и немецкие войска начали наступление в Галиции, российское военное командование выслало оттуда всех евреев — их вывозили в товарных вагонах под конвоем.
Российские военные власти стали брать евреев в заложники и на территории самой Российской империи. Безосновательно заявив, что в местечке Кужи около Шавлей российские войска подверглись внезапному нападению немцев и понесли большие потери из-за того, что «в подвалах евреями были спрятаны немецкие солдаты», верховный главнокомандующий великий князь Николай Николаевич и его начальник штаба Н. Янушкевич приказали выслать все еврейское население из большей части Курляндской (28 апреля 1915 г.) и Ковенской (5 мая 1915 г.) губерний. В приказе также говорилось, что «… в отношении евреев, проживающих в ныне занятых германскими властями местностях, надлежит проводить указанную меру [выселение] немедленно вслед за занятием их нашими войсками». В Ковенской губернии выселение было поголовным, включая больных, раненых солдат, семьи фронтовиков. На сборы давалось 48 часов, иногда не разрешали брать самые необходимые вещи, высланные часто подвергались издевательствам, их иногда перевозили в товарных вагонах с надписью «шпионы». Все это вызвало волну возмущения в России и за границей. Военное командование было вынуждено отдать приказ о приостановке выселений (10-11 мая 1915 г.).

### В России во времяГражданской войны

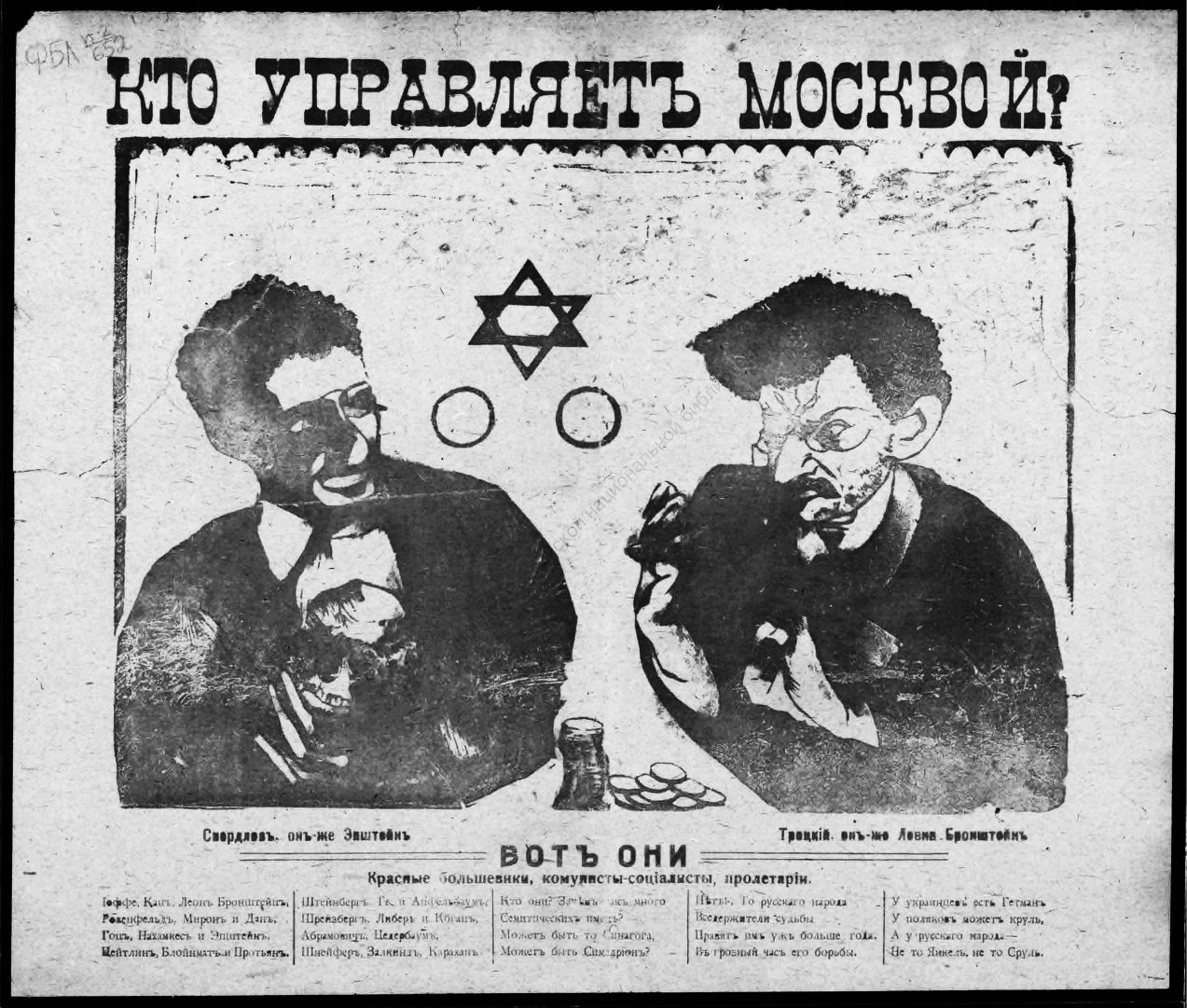
«Кто управляет Москвой? Вот они — красные большевики, коммунисты-социалисты, пролетарии» (1919) — образец антисемитской пропаганды белогвардейцев, пропагандирующий теорию революционного заговора евреев

Годы Первой мировой войны, Февральская и Октябрьские революции, Гражданская война стали плодородной почвой для антисемитизма. Большое число евреев в партии большевиков способствовало тому, что Советская власть воспринималась многими её противниками как «жидовская власть» (смотри статью жидобольшевизм). Уже в декабре 1918 г. Добровольческая армия стала выпускать в больших количествах антисемитские листовки, брошюры и газеты. Большую роль в антисемитской пропаганде сыграло Официальное информационное осведомительное агентство (ОСВАГ), Осваг всячески завышал численность евреев в Красной армии, придумывались несуществующие еврейские части в её составе. Материалами Освага и его финансовой поддержкой пользовался погромный листок «В Москву», который издавался с подзаголовком «Возьми хворостину, гони жида в Палестину». Агитотдел армии А. Колчака в прокламации «Красноармейцам» призывал русский народ «гнать… вон из России жидовскую комиссарскую сволочь, которая разорила Россию». В другой прокламации говорилось, что нужна «организация крестового похода против всех евреев».
В ряде городов (Кременчуге, Черкассах, Нежине, Киеве и др.), занятых белыми, евреев исключили из органов городского самоуправления. В Новочеркасском политехникуме для евреев была установлена процентная норма, в гимназию в Ессентуках евреев принимали после христиан
Во время гражданской войны в России еврейские погромы осуществлялись всеми её участниками. Вопреки распространённому мнению, наиболее активными на этом поприще были не белые, а украинские националисты: по подсчётам историка Геннадия Костырченко, на их счёт пришлось 40 % погромов. Далее идут различные «батьки», вроде Булак-Балаховича (25 %), белые (17 %) и красные (8,5 %).
«Кучка горлохватов стали просить один за другим слово… Все речи их сводились к тому: немедленный отдых, выгнать всех евреев из советских учреждений, а некоторые говорили вообще из России, а также выгнать всех офицеров из Советских учреждений, <…> Пока остаются лозунги „Бей жидов и коммунистов“, а некоторые прославляют Махно…» (доклад в политотдел 6-й Кавдивизии, октябрь 1920 г., ).
 Антисемитизм был распространён именно в низах; верхи (не считая «батек») старались его сдерживать. С 1918 по 1920 год было убито около 100 тысяч евреев, количество раненых и искалеченных не поддаётся исчислению.
Советская власть во время Гражданской войны принимала решительные меры против антисемитизма. Постановление СНК РСФСР от 25 июля 1918 года предписывало ставить вне закона (то есть физически уничтожать) «погромщиков и ведущих погромную агитацию».

Были введены законы, карающие любое проявления антисемитизма расстрелом (законы был применимы для всех граждан, начиная с 12-летнего возраста). Однако писатель Семён Резник, ссылаясь на научный труд, изданный Институтом славяноведения АН РАН «Книга погромов. 1918—1922» утверждает, что суды над погромщиками были редкостью, а наказания — чрезвычайно мягкими.

### В США
Американский промышленник Генри Форд с 1920 года в своей газете «Дирборн индепендент» публиковал антисемитские статьи, а также тексты «Протоколов сионских мудрецов», которые затем издал в виде книги «Международное еврейство». Эти публикации вызвали в США массовые протесты, в частности Федерального совета христианских церквей. Письмо с осуждением Форда подписали 119 наиболее влиятельных американских лидеров, включая 3 бывших президентов. Под воздействием организованной еврейской общиной США кампании по бойкоту его автомобилей, а также отчасти потому, что он вскоре планировал выставлять свою кандидатуру на пост Президента США, и в этом плане голоса членов еврейской общины США были ему очень важны, в 1927 году Форд, руководствуясь вполне прагматичными мотивами, прекратил эти антисемитские публикации и принёс извинения в подписанном им открытом письме.
Антисемитские издания Форда оказали огромное влияние на национал-социалистов в Германии В частности, глава гитлерюгенда Бальдур фон Ширах утверждал, что Форд был кумиром молодых нацистов.

### В Германии
Расистский антисемитизм германского нацизма имел своих идеологических предшественников в XVIII и XIX вв.
Во Втором рейхе выделялись три антисемитских течения: национал-государственный, социал-христианский и расистский.
Национал-государственное течение представлено было в основном консерваторами и некоторыми национал-либералами (например, Генрих фон Трейчке). Они рассматривали еврейскую проблему с позиций построения нового немецкого государства. От евреев с их точки зрения требовалось «беспрекословное желание стать немцами», не требовалось крещения, не было призывов к власти к каким-то особенным правовым ущемлениям евреев.
Социал-христианское течение было адаптацией консерватизма под популистскую фразеологию защиты рабочих и христианства. Лидер этого течения А. Штекер требовал от евреев отойти от их традиционных занятий к другим отраслям экономики «включая тяжелую физическую работу», а также перестать влиять на общественное мнение через журналистику. Он предлагал отменить право залога земли, пересмотреть систему ссуд в пользу дебиторов, уменьшить количество евреев-судей, удалить евреев-учителей из немецких школ.
Наиболее радикальным течением было расистское, которое выступило не только против идей коммунизма и социализма, но и против утвердившейся в Германии формы либерализма. Это течение отличалось как кругом идей, которыми питалось, позициями, так и требованиями к властям по еврейскому вопросу. Течение обрело организованные формы в 1880-х годах, основными его глашатаями выступили Евгений Дюринг и Георг фон Шёнерер; расистами-антисемитами были также видные представители культурпессимизма Лагард и Лангабен. Суть антисемитского расизма состояла в том, что идеологическая и общественная борьба между силами консервативными, националистическими и силами «социального разложения» (к которым расисты относили либералов и левых всех направлений) представлялась как аспект, продолжение более глубокого, биологического процесса борьбы германской и еврейской рас. Согласно положениям данного течения, поскольку в природе существует неравенство, расы также не могут быть равны; поэтому евреи, используя идеи равенства, просто хотят перехитрить немцев в расовой борьбе, разлагают германский народ. Для расистов был также естественен пангерманизм (стремление объединить в одном государстве все немецкоязычное население Европы), так как идея немецкой консервативной монархии, по их взглядам, могла воплотиться только в материале всей германской расы. Требования к властям по еврейскому вопросу, например, у австрийца Г. фон Шёнерера были такими: запретить иммиграцию евреев в Австрию, установить особые законы для евреев, уже проживающих в стране, ввести «особый закон против евреев, обирающих народ». Таким образом, была вновь выдвинута упразднённая эмансипацией идея низшего правового статуса для евреев, граждан страны. Расизм отличался антидемократической направленностью, склонностью к девальвации личности и даже дегуманизации представителей еврейского и других негерманских народов.
По утверждению Владимир Абаринова, первым, кто сформулировал идею окончательного решения еврейского вопроса путём физического уничтожения всех евреев, ещё в 1919 году был бывший полковник царской армии черносотенец Фёдор Финберг, которого затем читал и использовал идеолог национал-социализма Альфред Розенберг.

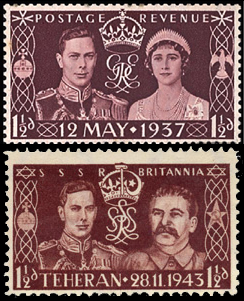
Почтовая марка Великобритании (Георг VI и Елизавета, 1937) (Sc #234) и германская марка-пародия (Георг VI и Иосиф Сталин. Над британской королевской короной Звезда Давида, 1944)

#### Антисемитскиемарки
III рейхом в рамках особой операции «Водяной знак» (нем. Unternehmen Wasserwelle) в целях пропаганды были спародированы три наиболее известных британских почтовых марки того времени — стандартной серии 1937 года  (Sc #235—240) с изображением головы короля Георга VI (7000 листов по 192 марки), юбилейной марки 1935 года номиналом в полпенни в честь 25-летнего юбилея царствования Георга V  (Sc #226) и почтовой марки 1937 года номиналом 1,5 пенса  (Sc #234) в честь коронации Георга VI (по 12 тыс. листов из 120 марок каждой).
Антисемитские марки, на которых Сталин изображён с семитскими чертами лица, печатались на особой бумаге с водяным знаком в виде волнистых линий (отсюда название операции), остававшейся после печати продуктовых карточек (Lebensmittelmarke).
На пародии юбилейной марки  (Sc #226) вместо профиля Георга V появился профиль улыбающегося Иосифа Сталина с горбатым носом, причём текст «Серебряный юбилей / Полпенни» (англ. Silver Jubilee / Half Penny) был заменён на «Эта война / еврейская война» (This war is a / Jewsh war) — причём с ошибкой («jewsh» вместо правильного «jewish»). Вместо дат 1910—1935 по бокам от портрета короля появились «1939—1944», в обрамлении были добавлены серпы и молоты, а британская корона была увенчана шестиконечной звездой Давида. Долгое время считалось, что ошибка в слове «еврейская» — следствие намеренного тайного саботажа узников-изготовителей, однако по их свидетельствам, а также по мнению самого Бернхарда Крюгера (он прожил до 1989 года) это всего лишь недосмотр.

## Антисемитизм в годыВторой мировой войны

### Холокост
Антиеврейские стереотипы сыграли большую роль в Третьем рейхе, Гитлер охотно к ним обращался. Официальной политикой был расистский антисемитизм: евреев физически истребляли как народ. В результате миллионы евреев были уничтожены во время Холокоста 1939—1945 гг. не только в Германии, но и в других странах Европы, которые были заняты войсками Третьего рейха. Уничтожение евреев в странах Центральной и Восточной Европы в годы Второй мировой войны часто начиналось с погромов, которые устраивало местное население.
Исследования показали, что нацистское образование и воспитание служили особо эффективным инструментом формирования расовой ненависти. Выросшие при нацистском режиме немцы являются заметно большими антисемитами, чем те, кто родился до или после.

### Антисемитизм на территории Польши
В Польше антисемитизм во все времена имел широкое распространение. До и после Второй мировой войны было совершено множество погромов (например, погром в Едвабне). Существовал запрет для евреев (а также белорусов, русских и украинцев) занимать государственные должности. Евреям был затруднён доступ к кредитам. Практически полностью евреев исключили из образования — так, на всю Польшу насчитывалось лишь 11 профессоров-евреев, работающих в университетах. Для студентов устраивали «Дни без евреев», когда евреев изгоняли из университетов.
В 1945-47 гг. в Польше происходили сначала нападения на евреев, затем погромы (погром в Кельце). 

### Антисемитизм на территории СССР
Антисемитизм в СССР проявлялся в период Великой Отечественной войны в следующем:
- Еврейские погромы и массовые убийства евреев, совершаемые коллаборационистами на оккупированной территории, выдача скрывающихся евреев.
- Помощь нацистам в выявлении евреев среди военнопленных[46].
- Отказ в приёме в партизанские отряды и отправка бежавших из гетто назад и даже расстрелы как немецких шпионов[47][48].
- Распространение на неоккупированной территории слухов о том, что «евреи не воюют», что на фронте их нет, что все они устроились в тылу, в снабжении и так далее[49][50].
- Отказ в продвижении по службе, непредставление к наградам, задержка наград и т. п.[51][52][53]

В ходе войны немецкая пропаганда в газетах на захваченной территории и в листовках, сбрасываемых с самолётов на советские войска, пыталась отождествить евреев и коммунистов (то есть евреев и советскую власть). В частности, именно евреи были обвинены в расстреле заключённых при отступлении в 1941 году. Часто с подчёркнуто «еврейскими» чертами лица изображалось руководство СССР, например Сталин. Не случайно одна из самых знаменитых немецких листовок в ходе войны была «Бей жида-политрука, рожа просит кирпича!». В СССР на оккупированных территориях доля погибших евреев из числа попавших в зону оккупации была самой большой в Европе: в Прибалтике она была равна 96 %.

#### Антисемитизм украинских националистических организаций
Антисемитизм стал частью идеологии Организации украинских националистов и сохранялся в обоих крыльях организации после её раскола в 1940—1941 гг. В постановлении съезда ОУН (б) (оккупированный немцами Краков, апрель 1940) говорилось:

«Жиды в СССР являются преданнейшей опорой большевистского режима и авангардом Московского империализма на Украине… Организация украинских националистов борется против жидов как опоры московского большевистского режима, осознавая, что Москва — главный враг»
 Ещё более резкое заявление сделал руководитель новопровозглашённого «Украинского государства» Ярослав Стецько (1941, сразу же после оккупации Львова нацистами): 

«Москва и жидовство — это самые большие враги Украины. Считаю главным и решающим врагом Москву, которая властно держала Украину в неволе. И, тем не менее, оцениваю враждебную и вредительскую волю жидов, которые помогали Москве закрепощать Украину. Поэтому стою на позициях истребления жидов и целесообразности перенести на Украину немецкие методы экстерминации [уничтожения] жидовства, исключая их ассимиляцию».
 Оппоненты бандеровцев — мельниковцы — с не меньшей неприязнью относились к евреям, о чём свидетельствуют действия таких мельниковских подразделений, как Киевский курень, публикации в мельниковской прессе и др.

## Государственная политика по отношению к евреям в СССР
В деле национального строительства СССР официально руководствовался доктриной марксистско-ленинского пролетарского интернационализма. Марксистская национальная политика призывала пролетариев всех стран соединяться против «эксплуататорских классов», то есть национальных элит, являющихся причиной общественной несправедливости.
Одним из главных врагов был объявлен так называемый «русский великодержавный шовинизм», в число преступлений которого неизменно включался и антисемитизм.
20 января 1918 года был образован Центральный комиссариат по еврейским национальным делам («Еврейский комиссариат»). В дальнейшем была развёрнута система евсекций внутри ВКП(б).
Ленин высказался по вопросу об антисемитизме в статье «О погромной травле евреев» (1919), в которой он разъяснил, что враги трудящихся не евреи, а помещики и капиталисты:

Не евреи враги трудящихся. Враги рабочих — капиталисты всех стран. Среди евреев есть рабочие, труженики, — их большинство. Они наши братья по угнетению капиталом, наши товарищи по борьбе за социализм. Среди евреев есть кулаки, эксплуататоры, капиталисты: как и среди русских, как и среди всех наций. Капиталисты стараются посеять и разжечь вражду между рабочими разной веры, разной нации, разной расы. Народ нерабочий держится силой и властью капитала. Богатые евреи, как и богатые русские, как и богачи всех стран, в союзе друг с другом давят, гнетут, грабят, разъединяют рабочих.

Первое десятилетие Советской власти было отмечено массовой миграцией евреев в крупные города. Это вызывало недовольство вытесняемого русского населения, что приводило к распространению бытового антисемитизма. При этом значительная часть еврейского населения страны, до революции относившаяся к мелкой и средней буржуазии, потеряла традиционные источники заработка и была ущемлена в правах по социально-классовому признаку (в качестве «лишенцев»).

### При Сталине
В начале 1930-х годов был взят курс на построение «пролетарской еврейской культуры». 29 августа 1924 года был образован Комитет по земельному устройству трудящихся евреев (КОМЗЕТ), целью которого было привлечение еврейских трудящихся к земледельческому труду в Крыму. К концу 1920-х гг. на Украине были созданы три еврейских национальных района (Калининдорф, Новозлатополь, Сталиндорф; к 1936 г. еврейские сельскохозяйственные поселения Украины занимали 175 тыс. га).
Интернациональная Советская власть крайне отрицательно относилась к сионизму, как и к любому национализму, и не слишком приветствовала традиционную еврейскую культуру. В 1928 году было запрещено издание книг на иврите, был взят курс на «идишизацию».
В 1928—1930 годах на малоосвоенных пространствах Дальнего Востока была организована Еврейская автономная область, задуманная как «национальный очаг» еврейства, по аналогии с другими национальными образованиями в составе СССР.
К концу 30-х годов большая часть евреев-коммунистов подпала под подозрения в разнообразных «уклонах» (в основном в «троцкизме») и была исключена из партии, многие были репрессированы. В те же годы были ликвидированы все еврейские учебные и многие культурные учреждения.
Тем не менее, общий курс на борьбу с антисемитизмом оставался неизменным. Так, 12 января 1931 года Сталин в ответ на запрос американского Еврейского телеграфного агентства ответил так:
Отвечаю на Ваш запрос. Национальный и расовый шовинизм есть пережиток человеконенавистнических нравов, свойственных периоду каннибализма. Антисемитизм, как крайняя форма расового шовинизма, является наиболее опасным пережитком каннибализма. Антисемитизм выгоден эксплуататорам, как громоотвод, выводящий капитализм из-под удара трудящихся. Антисемитизм опасен для трудящихся, как ложная тропинка, сбивающая их с правильного пути и приводящая их в джунгли.
Поэтому коммунисты, как последовательные интернационалисты, не могут не быть непримиримыми и заклятыми врагами антисемитизма.
В СССР строжайше преследуется законом антисемитизм, как явление, глубоко враждебное Советскому строю. Активные антисемиты караются по законам СССР смертной казнью.
В середине 1930-х годов был введён запрет на любую информацию о проявлениях антисемитизма в СССР, а антисемитизм в дореволюционный период представлялся исключительно как провоцируемый царским правительством. В результате изданный в 1937 году рассказ Александра Куприна «Гамбринус» в собрании сочинений писателя был опубликован с купюрами.
В 1948 году в СССР прошла кампания по борьбе с космополитизмом, имевшая, как считает ряд исследователей, антиеврейскую направленность. В центральной и местной печати появлялись многочисленные статьи, направленные против «низкопоклонства перед Западом». Раскрывались псевдонимы деятелей культуры, имевших еврейские фамилии. В течение 1948-51 гг. были закрыты все еврейские театры, школы, все периодические издания на идише, еврейские научно-исследовательские учреждения и педагогические вузы. В 1952 году были казнены ряд крупных еврейских деятелей (не только члены ЕАК, среди них крупные писатели на идиш: Перец Маркиш, Ицик Фефер, Лейб Квитко, Давид Бергельсон, Давид Гофштейн). В 1947—1953 гг. МГБ инспирировало т. н. «Дело врачей». Были арестованы высокопоставленные врачи, лечившие руководителей СССР, большинство из арестованных составляли евреи. Они обвинялись в сионистском заговоре с целью умерщвления И. В. Сталина и др. руководителей партии.
В 1952—53 гг. в Москве и других больших городах циркулировали слухи о готовящихся массовых репрессиях против советского еврейства. В частности, говорили о планах выселения евреев в Сибирь. В последние годы также высказывается предположение, что целью слухов было подготовить советских евреев к массовой эмиграции в Израиль, а у советского правительства были планы создания там «коммунистической народной демократии».
С этого же времени советским руководством проводилась дискриминационная политика, заключавшаяся в неофициальном принципе «евреев не увольнять, не принимать, не продвигать». Для евреев была введена процентная норма при приёме в вузы, а некоторые вузы были для евреев закрыты. Евреи не допускались на высшие государственные посты, на партийные должности сверх определённого уровня, им был практически закрыт доступ в структуры КГБ и ГРУ, командный состав армии и т. д..

### После Сталина
Во второй половине 1950 годов власти провели кампанию против экономических преступлений. Некоторые исследователи считают, что она имела антисемитский оттенок.
В начале 1960 в рамках антирелигиозной кампании было закрыто большинство оставшихся в СССР синагог.
В Белоруссии замалчивалась деятельность евреев-партизан и подпольщиков в годы Великой Отечественной войны. В частности, в официальном справочнике «Партизанские формирования Белоруссии в годы Великой Отечественной войны», изданном Институтом истории партии в 1983 году, нет упоминания о крупнейшем еврейском партизанском отряде Тувьи Бельского. Аналогично участие евреев в партизанском движении было скрыто под графой «другие национальности». На памятниках погибшим в ходе Холокоста вместо слова «евреи» писали «мирные жители» или «советские граждане». «Еврейская тема» цензурировалась не только в Белоруссии — в 1964 году в издательстве «Молодая гвардия» вышла документальная повесть В. Р. Томина и А. Г. Синельникова «Возвращение нежелательно» о нацистском лагере смерти «Собибор», в котором уничтожались почти исключительно евреи — слово «еврей» на страницах книги не упомянуто ни разу.
Известны факты дискриминации евреев при приеме в некоторые высшие учебные заведения, например в МИФИ, МФТИ, многие факультеты МГУ.
Тем не менее, на официальном уровне и в средствах массовой информации антисемитизм в СССР неизменно осуждался на протяжении всей истории страны.

### Материалы по теме
- Антисемитизм в 1970–80-е гг. Советский Союз — статья из Электронной еврейской энциклопедии
- Речь Владимира Ильича Ленина «О погромной травле евреев» (Текст речи)
- Декрет о борьбе с антисемитизмом и еврейскими погромами (Текст).
- Юрий Слёзкин. Эра Меркурия: евреи в современном мире. М.: Новое Литературное Обозрение, 2005.
- Евгений Мовшович. Сталин и евреи: курс политической эволюции (недоступная ссылка — история).
- Жорес Медведев «Сталин и еврейская проблема. Новый анализ»

## Арабский и мусульманский антисемитизм

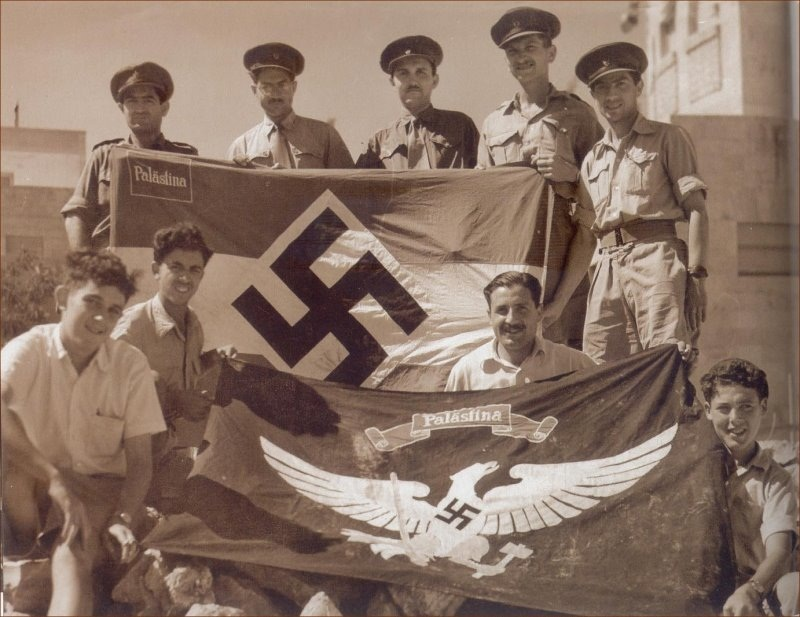
Нацистская символика в Палестине, 1940-е годы

Арабский антисемитизм включает в себя три основные позиции:
- Антиеврейские мнения и образы из традиционных исламских источников
- Антисемитские стереотипы, образы и обвинения из европейских и христианских источников
- Отрицание Холокоста и сравнение сионизма с фашизмом

В традиционной исламской интерпретации Корана, Аллах превратил евреев в свиней и обезьян. Представление о современных евреях как потомках свиней и обезьян имеет широкое распространение среди верующих мусульман.
Ряд обвинений против евреев, (например, кровавый навет), которые даже среди антисемитов Европы считаются маргинальными, продолжают иметь хождение в арабском и мусульманском мире. Арабские СМИ серьёзно относятся к «Протоколам сионских мудрецов», несмотря на то, что в остальном мире они давно признаны фальшивкой.
Распространённым мнением среди арабов является отрицание Холокоста, утверждения о сотрудничестве сионистов с нацистами, сравнение современного Израиля с нацистской Германией и как вывод, что немцы и другие народы не несут моральной ответственности перед евреями за холокост, а, напротив, несут моральную ответственность перед палестинцами, которые в результате этого не имеют своего государства. Такая позиция, в частности, изложена в кандидатской диссертации руководителя Палестинской автономии Махмуда Аббаса, защищённой в 1982 году в СССР.

Нынешняя волна иррационального антисемитизма, захлестнувшая западный мир, инспирируется арабами, питается арабским комплексом неполноценности и может привести к печальным последствиям для мусульманских народов в целом. Арабский антисемитизм вызван накопившимся за последние сто лет чувством фрустрации от неспособности арабов приспособиться к современному миру.
— профессор политологии университета Онтарио Салим Мансур
Несмотря на официальные уверения, что к евреям арабы относятся положительно, а весь негатив направлен против сионизма, существуют многочисленные высказывания, включая религиозных деятелей ислама, лидеров государств и правительственные издания арабских стран, которые подчеркивают, что никакой разницы между евреем и израильтянином с их точки зрения нет и все негативные характеристики вплоть до призывов к массовым убийствам относится к любым евреям, где бы они ни жили и каких бы взглядов ни придерживались.
В частности, в Исламской хартии движения Хамас приводится со ссылкой на пророка Мухаммеда следующая цитата:

Не наступит час (день страшного суда), пока мусульмане не победят евреев, и не убьют их, и будут преследовать их, и даже если спрячется еврей за камень или дерево, то деревья и камни возопят: «Мусульманин, слуга Аллаха, за мной спрятался еврей, приди и убей его».
Согласно одному из опросов общественного мнения, 64 % турок не хотели бы видеть своими соседями евреев. Однако прямые антисемитские акции в Турции преследуются правительством. Так, в 2009 году владелец магазина, вывесивший на дверях плакат с надписью: «Евреям и армянам вход воспрещен!» был приговорён к пяти месяцам тюремного заключения.
Матиас Кюнцель, политолог-иранист исследовал параллели между иранским антисемитизмом и германским национал-социализмом. Он считает, что стремление Ирана стать ядерной державой вызвано желанием осуществить геноцид евреев. Кюнцель выдвинул гипотезу, что массовое распространение антисемитизма среди мусульман является следствием нацистской пропаганды. Он отмечает, что нынешний иранский режим провозгласил антисемитизм и отрицание Холокоста частью государственной идеологии — впервые после окончания Второй мировой войны.

## Антисемитизм в Израиле
После распада Советского Союза многие советские евреи репатриировались в Израиль, но вместе с ними приехали также сотни тысяч неевреев (используя статью в Законе о возвращении, позволяющую репатриацию потомкам евреев и их семьям), что, по некоторым мнениям, привело к новому явлению — антисемитизму в Израиле. На протяжении 1990-х годов в стране возникли организации этнических русских (например, «Славянский союз», лидер которого объявил о своей солидарности с одноимённой российской национал-социалистической организацией). Появились также группировки скинхедов, которые проявляют неприязнь к евреям. В русскоязычных книжных магазинах продаётся антисемитская литература, среди антисемитских сайтов в Интернете есть также и сайты русских израильтян.
В рамках движения «Дмир — содействие абсорбции» был создан проект по исследованию антисемитизма в Израиле. Его руководитель Залман Гиличенский писал, что число случаев антисемитизма в Израиле в 2001 году исчислялось сотнями. При этом израильские СМИ, а также некоторые зарубежные, в частности Русский Ньюсвик использовали данные Гиличенского в известном деле о банде неонацистов из Петах-Тиквы, признанных виновными в осквернении синагог, нападениях на религиозных евреев и других преступлениях. Израильская полиция при расследовании событий в Петах-Тикве опиралась на данные Гиличенского.
Гиличенский утверждает, что израильские власти недооценивают масштабы антисемитизма и игнорируют большую часть его обращений. Однако по его же информации, парламентская комиссия по алие и абсорбции новых репатриантов уже 4 раза обсуждала проблемы антисемитизма и неонацизма. В феврале 2008 года Кнессет принял закон, определяющий проявления нацизма и расизма в стране как уголовные преступления. В полиции Израиля создан специальный отдел, занимающийся неонацистами, во главе с майором Орит Хаими.
Однако некоторые источники, подтверждая многочисленные факты антисемитизма, полагают что сам Залман Гиличенский склонен преувеличивать роль конкретно русского антисемитизма в Израиле. В частности, один из сотрудников пограничной полиции Израиля утверждал, что случаев осквернения синагог со стороны арабов намного больше, чем со стороны русских израильтян.

## Антисемитизм в странах бывшего СССР

### В России

Антисемитское граффити в САО г. Москвы

С падением советского государства и лишением марксизма-ленинизма статуса господствующей идеологии, в этой области образовался вакуум, который сразу же стал заполняться различными философско-религиозными и политическими учениями, многие из которых являются откровенно антисемитскими. Издаются такие книги, как «Моя борьба» Гитлера и «Протоколы сионских мудрецов», а также «Спор о Сионе» Дугласа Рида, «Князь мира сего», «Протоколы советских мудрецов» Г. Климова, «Десионизация» В. Н. Емельянова и многие другие.
Одно из обсуждений проблемы антисемитизма в России в 2005 г. было связано с публикацией книги Шулхан арух и ответным «письмом 500». Прокуратура не последовала призыву авторов письма об уголовном преследовании еврейских организаций, но отклонила претензии последних к его составителям.
Некоторые лидеры чеченских сепаратистов, такие как М. Удугов, активно пропагандировали антисемитизм. Свидетель этого, грузинский общественный деятель Георгий Заалишвили, который в течение года был в плену в Чечне, рассказывал: «Больше всего фундаменталисты по каким-то причинам ненавидели не русских, а евреев». Чеченские боевики в интервью журналистам утверждали, что «чеченцы стали жертвой мирового сионистского заговора», или что «евреи руками глупых русских убивают мусульман».

### На Украине

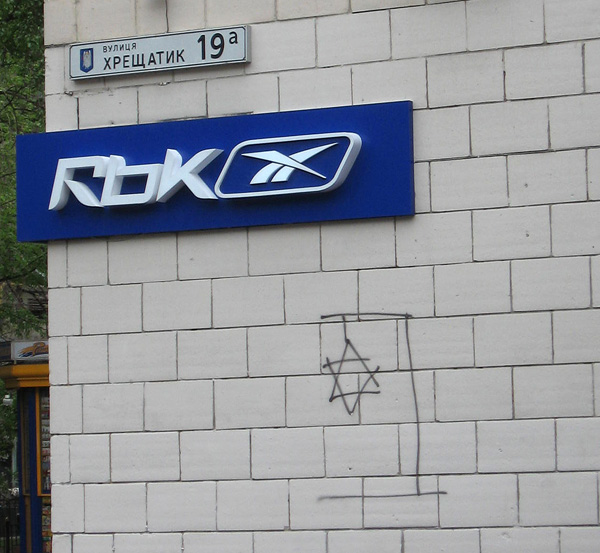
Антисемитское граффити в Киеве, на Крещатике, май 2007

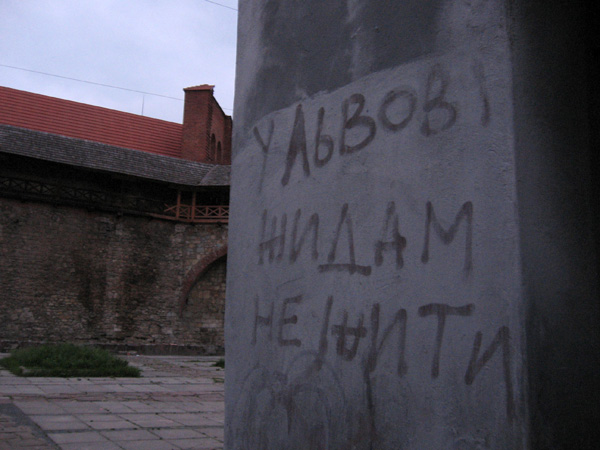
«Во Львове жидам не жить». Граффити в еврейском квартале Львова

В 1990-х годы на Украине, как и в других республиках бывшего СССР, наблюдался резкий рост напряженности в межнациональных отношениях. 2000-е годы были отмечены новым ростом антисемитизма . Наибольший рост был отмечен в западном регионе страны
Согласно опросам Киевского международного института социологии (КМИС), проведенным в 2006 году? 45 % опрошенных респондентов из Западного региона (-32 % по сравнению с результатами 1991 года), 68 % представителей центрального региона (-5 % по сравнению с 1991 годом), 62 % из южных областей (-8 % к 1991 году), 47 % с востока страны (-23 % к данным 1991 года) считают евреев такими же гражданами Украины, как и представителей других национальностей. Доля населения, которая при опросе соглашается допустить евреев в своё близкое окружение (например, как членов своей семьи и друзей), уменьшилась с 1994 по 2006 гг. с 38 % до 21 %. Доля населения, которая не хотела бы, чтобы евреи были жителями Украины, увеличилась за этот период с 26 % до 36 %.. Согласно опросам, в 2005 году 52 % жителей Украины допускали проживание евреев на Украине, 36 % допускали их пребывание только в качестве туристов, 12 % вообще не допускали их пребывания на Украине.
| Год                                                                           | 1992 | 1994 | 1996 | 1998 | 1999 | 2000 | 2001 | 2002 | 2004 | 2005 |
| ----------------------------------------------------------------------------- | ---- | ---- | ---- | ---- | ---- | ---- | ---- | ---- | ---- | ---- |
| Интегральный индекс национальной дистанцированности (ИИНД) (шкала 1-7 баллов) | 4,2  | 3,8  | 3,8  | 3,9  | 3,8  | 3,9  | 3,9  | 5,1  | 5,1  | 5    |

Индекс национальной дистанцированности выше на западе и в центре, а также среди населения малых городов и деревни. Также он выше среди украинцев, чем русских. Из социальных групп он выше у людей молодого возраста, среди более богатых граждан, и ниже — у более образованных. Также он выше среди сторонников Виктора Ющенко. Антисемитизм на Украине активно поддерживается радикальными политическими организациями, например, всеукраинским объединением «Свобода» (в частности, его лидер, Олег Тягнибок позволил себе в Ивано-Франковске ряд антисемитских и ксенофобских высказываний).
Глава Конгресса украинских националистов в Запорожской области В. Тымчина заявил в ноябре 2007: «Пришел наш час, и Днепр покраснеет от крови жидов и москалей.» Данное выступление произошло в присутствии глав силовых ведомств Запорожской области: Службы безопасности Украины, Министерства внутренних дел, Генеральной прокуратуры
В заявлении Министерства иностранных дел Российской Федерации от 14 декабря 2007 года данный выпад приведен как пример «антисемитских высказываний».
В Киеве иногда фиксируются антисемитские инциденты, например — в декабре 2006 г.. Также на Украине регулярно оскверняются памятники жертвам Холокоста.

## В XXI веке
Многие исследователи отмечают, что в 2000-е годы антисемитизм в мире достиг максимального уровня со времени окончания Второй мировой войны. Это касается как открытых выступлений антисемитского характера, так и завуалированных заявлений. В частности, критика Израиля, которая не учитывает, что те, кто стремится его уничтожить, делают это лишь потому, что Израиль — еврейское государство. Как пишет в комментарии к Международному конгрессу в Вене, посвящённому проблеме антисемитизма, проходившему в июне 2003 года, обозреватель «Немецкой волны» Гасан Гусейнов:

До тех пор, однако, пока именно антисемитизм будет основополагающей частью антиизраильской политики, в упреждающих оговорках типа «я — не антисемит, но дайте мне покритиковать Израиль» всегда будет слышаться «он неплохой человек, хотя и еврей»

Исследователи отмечают резкий рост числа антисемитских акций в мире в 2009 году. Так, в Канаде количество инцидентов в 2009 году выросло на 11,4 процентов, по сравнению с предыдущим годом, и достигло самого высокого показателя из когда-либо зарегистрированных данной организацией, в течение 28 лет. Почти вдвое выросло количество антисемитских акций во Франции и на 55 % — в Великобритании
Создатель документального фильма «Антисемитизм в XXI веке: Возрождение» Эндрю Голдберг полагает, что «очаг современного антисемитизма — на Ближнем Востоке, в арабском и мусульманском мире…»

### Во времявойны Израиля и ХАМАС (2023)
Всплеск антисемитских настроений и действий, произошёл в мире во время войны между Израилем и ХАМАС в ноябре 2023 года.
Война началась 7 октября 2023 года, когда около 2-3 тысяч боевиков ХАМАС из Сектора Газа напав на приграничные поселения израильтян, совершили массовую резню. Было убито более 1200 и ранено около 8000 человек, более 250 человек включая женщин и детей было захвачено в заложники. На фоне этой войны в мире произошёл всплеск антисемитских настроений и в некоторых странах были зафиксированы случаи нападений на евреев, а также вандализм и осквернение еврейских объектов. Антидиффамационная лига США сообщила о 400-процентном росте инцидентов в США, начиная с 7 октября 2023 года. В США были вынуждены закрыться многие синагоги и еврейские воскресные школы. Студенты евреи самых престижных университетов США, включая Лигу Плюща, сообщали об опасениях за свою безопасность. Высокопоставленные представители Европейского союза были вынуждены признать, что вспышка антисемитизма связана отнюдь не только с недавними мигрантами из стран Африки и Ближнего Востока, в рядах демонстрантов с открыто антисемитскими транспарантами студенты престижных университетов и представители многих левых партий и движений. В Австрии отмечен рост антисемитских выступлений на 300 %, в Германии — на 240 %. В Великобритании лондонская полиция сообщила, что с 1 по 18 октября было зарегистрировано 218 преступлений на почве антисемитской ненависти, в 13 раз больше, чем за тот же период прошлого года.
- В Париже (Франция) на фасадах жилых домов были обнаружены звезды Давида.
- В Лондоне (Великобритания) была осквернена синагога.
- В Нью-Йорке (США) были совершены нападения на евреев, и была убита женщина-раввин Саманта Уолл — глава одной из синагог Детройта[113].

На всплеск антисемитизма во время войны Израиля и ХАМАС отреагировали многие страны мира:
- Организация Объединённых Наций призвала к прекращению антисемитских действий.
- Европейский союз заявил, что осуждает антисемитизм в любой форме.
- США выступили с заявлением, в котором призвали к защите евреев от антисемитских нападений.